# Сандомирский повет
Сандомирский повет (пол. Powiat sandomierski) — повет (район) в Польше, входит как административная единица в Свентокшиское воеводство. Центр повета — город Сандомир. Занимает площадь 675,89 км². Население — 79 354 человека (на 30 июня 2015 года).

## Административное деление
- города: Сандомир, Копшивница, Завихост
- городские гмины: Сандомир
- городско-сельские гмины: Гмина Копшивница, Гмина Завихост
- сельские гмины: Гмина Двикозы, Гмина Климонтув, Гмина Лонюв, Гмина Образув, Гмина Самбожец, Гмина Вильчице

## Демография
Население повета дано на 30 июня 2015 года.
| Перепись            | Всего  | Мужчины | Женщины |
| ------------------- | ------ | ------- | ------- |
|                     | чел.   | чел.    | чел.    |
| Всего               | 79 354 | 38 716  | 40 638  |
| Городское население | 28 634 | 13 549  | 15 085  |
| Сельское население  | 50 720 | 25 167  | 25 553  |